# نسخ كائن
في البرمجة الموجهة للكائنات، يقوم نسخ الكائن (بالإنجليزية: Object copying)‏ بإنشاء نسخة من كائن موجود مسبقاً، الذي يعتبر وحدة بيانات في البرمجة الموجهة للكائنات. يطلق على الكائن الناتج نسخة كائن أو ببساطة نسخة الكائن الأصلي. النسخ أساسي ولكنه يحتوي على دقة ويمكن أن يكون له مقدار كبير من الفيضان عن الحد (significant overhead). هناك عدة طرق لنسخ كائن، الأكثر شيوعًا بواسطة منشئ النسخ أو الاستنساخ. يتم النسخ في الغالب بحيث يمكن تعديل النسخة أو نقلها، أو الحفاظ على القيمة الحالية. إذا كان أي من هذين الأمرين غير ضروري، فإن الإشارة إلى البيانات الأصلية كافية وأكثر كفاءة، حيث لا يحدث أي نسخ.
الكائنات تخزن في البيانات المركبة العامة. بينما في الحالات البسيطة، يمكن إجراء النسخ عن طريق تخصيص كائن جديد غير مهيأ ونسخ جميع الحقول (السمات) من الكائن الأصلي، ولكن في الحالات الأكثر تعقيدًا، لا ينتج عن ذلك السلوك (النتيجة) المطلوب.